# 格雷維爾 (伊利諾伊州)
格雷維爾（英語：Grayville）是一個位於美國伊利諾伊州愛德華茲縣和懷特縣的城市。

## 地理
格雷維爾的座標為38°15′33″N 87°59′48″W / 38.25917°N 87.99667°W，而該地的平均海拔高度為129米（即423英尺）。

## 人口
根據2010年美國人口普查的數據，格雷維爾的面積為5.63平方千米，當中陸地面積為5.52平方千米，而水域面積為0.11平方千米。當地共有人口1666人，而人口密度為每平方千米295.91人。